# Herman Goldstine
Pour les articles homonymes, voir Goldstine.
Herman Heine Goldstine (né à Chicago le 13 septembre 1913 – mort de la maladie de Parkinson à son domicile de Bryn Mawr, le 16 juin 2004) est un mathématicien et informaticien américain, qui a exercé les fonctions de chef de projet de la Machine IAS à l’Institute for Advanced Study de l’université de Princeton. Il a collaboré à la réalisation du programme ENIAC, généralement considéré comme le premier ordinateur électronique numérique. Il travailla par la suite chez IBM comme chercheur en résidence.

## Carrière

### Années de formation
Herman Heine Goldstine est issu d'une famille juive de Chicago, alors l'une des principales métropoles des États-Unis. Il passe une licence ès sciences à l’université de Chicago (1933), une maîtrise en mathématiques (1934) et une  thèse de doctorat (1936). Il est 3 ans assistant de recherche auprès de l’expert de balistique extérieure Gilbert Bliss (1876–1951).
En 1939, Goldstine obtient un poste d'enseignant à l’université du Michigan, et est promu professeur en 1942, mais à l’entrée en guerre des États-Unis, il s'engage dans l'Armée de Terre.

### Le BRL et l'Institut Moore
Avec le grade de lieutenant, il est affecté au calcul des tables de tir au laboratoire de balistique (BRL), un département de l'Aberdeen Proving Ground, dans le Maryland : ces tables donnent la hausse et l’azimuth optimum pour les pièces d'artillerie de longue portée. Le travail consiste à coordonner le travail d'une centaine d'opératrices travaillant avec des calculatrices électromécaniques, pour dresser chaque table propre à un type de canon, de cadence et de secteur géographique. Il faut environ 750 calculs pour déterminer chaque trajectoire, et une table collecte les résultats de 3000 trajectoires. Un calculateur mental met 7 heures à calculer une seule trajectoire. Pour augmenter le rythme de production, le BRL s'appuie sur les moyens de calcul de l’Institut de Génie électrique Moore de l’université de Pennsylvanie : Goldstine est l'officier de liaison entre le BRL et l’université.

#### Le programme ENIAC
En perfectionnant l’analyseur différentiel électromécanique de l'Institut Moore, l’ingénieur Joseph Chapline suggère à Goldstine de rencontrer John Mauchly, le professeur de physique de l'établissement, auteur d'un récent memorandum (juin 1943) sur les possibilités qu'offrirait un calculateur à lampes. Goldstine parvient à convaincre l'Armée de terre de financer le projet. C'est ainsi que l’ENIAC est construit en l'espace de 30 mois (200 000 heures de travail), pratiquement au moment où la Deuxième guerre mondiale touche à sa fin. L’ENIAC est une machine énorme : 10 × 20 m d'emprise au sol, une masse de 30 tonnes et 18000 tubes électroniques. Il ne permettait pourtant encore de stocker que 20 nombres à la fois, et il fallait deux jours pour coder un ordre de calcul.

#### Le programme EDVAC
Surmontant la déception consécutive à la mise en service tardive de l’ENIAC, les chercheurs militaires poursuivent leurs travaux sur les calculateurs électroniques. Avant même le fin du projet ENIAC, l’US Army a signé un deuxième contrat avec l’Institut Moore pour un nouveau prototype, l’EDVAC. Goldstine, Mauchly, J. Presper Eckert et Arthur Burks se mettent au travail, et corrigent les défauts les plus criants de l’ENIAC.

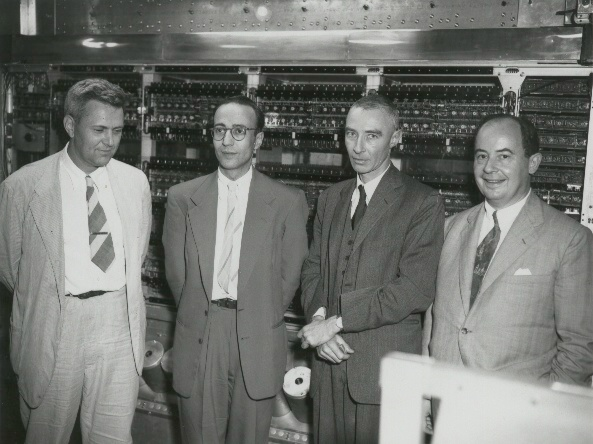
Les premiers informaticiens du Princeton Institute for Advanced Study : de gauche à droite, Julian Bigelow, Herman Goldstine, J. Robert Oppenheimer et John von Neumann.

### L'arrivée de John von Neumann
Au cours de l'été 1944, Goldstine rencontre par hasard le mathématicien John von Neumann sur le quai de la petite gare d'Aberdeen (Maryland). Il lui décrit le programme ENIAC, sans savoir, bien sûr, que von Neumann est affecté au Projet Manhattan de bombe atomique ; or ce projet nécessite lui-même d'imposants calculs.
Au terme de cet entretien, von Neumann rejoint le groupe de l'université de Pennsylvanie et rédige une note : First Draft of a Report on the EDVAC. Von Neumann n'a eu l'intention que d'écrire un plan de travail pour ses jeunes collègues, mais Goldstine le remet en forme pour en faire un rapport dactylographié de 100 pages. Le 25 juin 1946, Goldstine en distribue d'abord 24 exemplaires aux chercheurs du programme EDVAC ; mais en l'espace de quelques semaines, il est adressé aux collègues de von Neumann, aux États-Unis et en Grande-Bretagne. Quoiqu'incomplet, cet essai devient la pierre angulaire de tous les projets de construction de calculateurs électroniques. La réputation de mathématicien de von Neumann assure la promotion de l'architecture de l'EDVAC, désormais connue comme architecture de von Neumann.

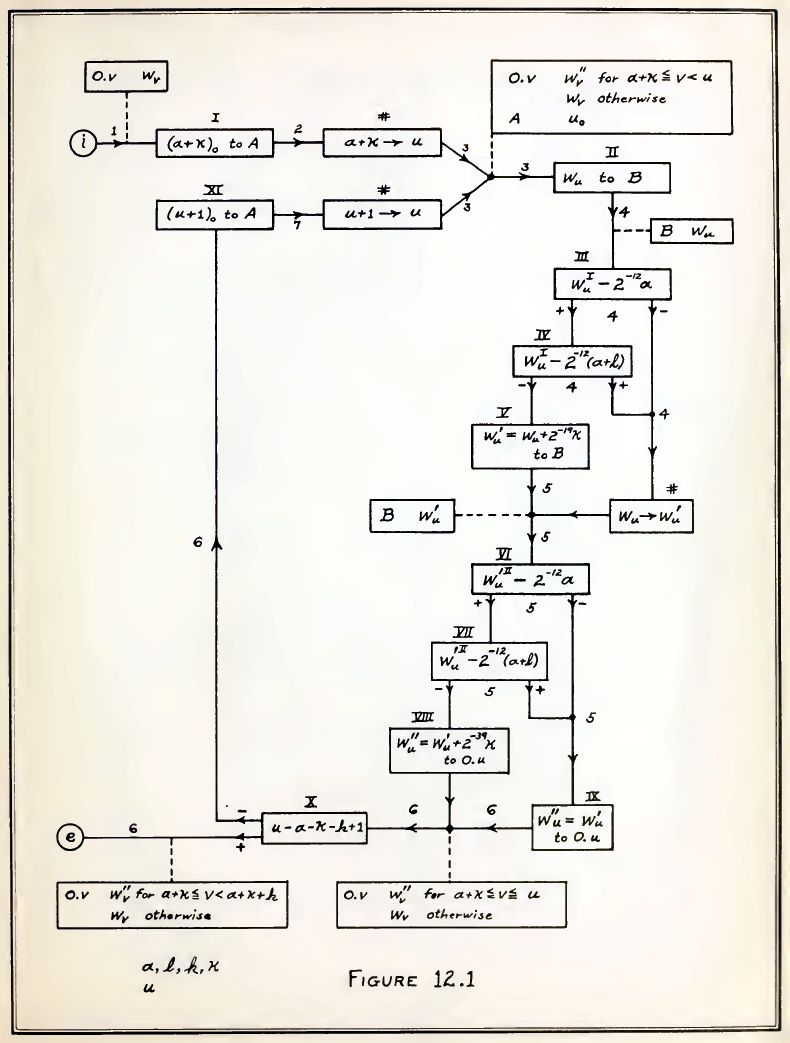
Organigramme tiré de l'essai Planning and coding of problems for an electronic computing instrument (1947).

L'une des idées fondamentales apportées par le mémo (first draft) est de permettre au programmeur d'enregistrer l'ordre de calcul lui-même dans une mémoire électronique, plutôt que de préparer cet ordre par un câblage fastidieux et difficile à vérifier. Cette idée, comme beaucoup d'autres exposées dans le First Draft, précède l'arrivée de von Neumann au sein du groupe : c'est pourquoi Eckert et Mauchly, les véritables inspirateurs et concepteurs de l'ENIAC, conçoivent une profonde rancœur de n'être pas crédités comme co-auteurs du First Draft, et il s'ensuit une dispersion du groupe de travail à la fin de la guerre.
Eckert et Mauchly créent leur propre entreprise : Eckert-Mauchly Computer Corporation, rachetée en 1950 par Remington Rand, l'ancêtre d'Unisys : leurs idées débouchent sur l'UNIVAC I ; de leur côté, von Neumann, Goldstine et Burks poursuivent une carrière académique à l'Institute for Advanced Study. Au cours de l'été 1946, ils assurent le premier cours d'informatique, les Moore School Lectures.

### Chez IBM
Goldstine, von Neumann et Burks montent un nouveau prototype d'ordinateur, la machine IAS. Goldstine prend la direction du projet en 1954. Cette machine IAS influence la conception des premiers ordinateurs d'IBM par l'intermédiaire de von Neumann, alors consultant de cette firme. À la mort de von Neumann en 1957, la machine IAS est fonctionnelle. Goldstine devient le premier chef de département des Sciences Mathématiques au Centre de recherche Watson d'IBM à Yorktown Heights.
Goldstine entretient les liens entre l'université et les chercheurs de l'Institut Watson de mathématiques appliquées. Il reçoit en 1969 la plus haute distinction de son employeur : le titre d'IBM Fellow, qui lui permet de se consacrer à ses propres recherches. Il se fait alors historien, rédigeant trois ouvrages sur l'histoire des sciences et des techniques : The Computer from Pascal to von Neumann, History of Numerical Analysis from the 16th Through the 19th Century et History of the Calculus of Variations from the Seventeenth Through the Nineteenth Century.
Retraité, Goldstine obtient en 1985 le poste de directeur-exécutif de la Société américaine de philosophie de Philadelphie, et y fait intervenir plusieurs orateurs et invités célèbres.